# Gohia
Gohia es un género de arañas araneomorfas de la familia Desidae. Se encuentra en  Nueva Zelanda.

## Lista de especies
Según The World Spider Catalog 12.0:
- Gohia clarki Forster, 1964
- Gohia falxiata (Hogg, 1909)
- Gohia isolata Forster, 1970
- Gohia parisolata Forster, 1970